# Richard Burr
Richard Mauze Burr (Charlottesville, Virginia, 30 november 1955) is een Amerikaanse politicus. Hij was tussen 2005 en 2023 senator voor North Carolina. Burr is lid van de Republikeinse partij. Hij is gekozen in 2004 door te winnen van Erskine Bowles, de vroegere Chief of Staff onder Bill Clinton. Hij werd herkozen in 2010 en 2016. Daarvoor was Burr tien jaar lid van het Huis van Afgevaardigden namens dezelfde staat.

## Levensloop
Burr werd geboren als de zoon van een dominee. Hij studeerde af van de middelbare school in 1974 en haalde een Bachelor in 1978 aan de Wake Forest University.
In 1984 trouwde Burr met Brooke Fauth. Het paar heeft twee zonen. Burr is een verre nakomeling van de vroegere vicepresident Aaron Burr. Voordat hij de politiek in ging was hij actief in het zakenleven.

## Politieke positie
Burr staat bekend als conservatief en een aanhanger van de voormalige president George W. Bush. Net als Bush staat hij bekend als pro-life, en is hij voor de doodstraf en tegen grondwettelijke goedkeuring van het homohuwelijk.
Burr is de indiener van de Biodefense and Pandemic Vaccine and Drug Development Act, bijgenaamd 'Bioshield Two'. Daarin staat dat het ministerie van Volksgezondheid ten tijde van een epidemie mag samenwerken met partners uit de private sector om snel vaccins te ontwikkelen. Critici stellen dat daarmee de reguliere en wettelijke veiligheidsbuffers worden omzeild.
Bij de Amerikaanse presidentsverkiezingen van 2008 steunde hij senator John McCain in diens race voor de Republikeinse nominatie.
Burr is ook tegen de regulatie van de tabaksindustrie door de Amerikaanse Voedsel- en Warenautoriteiten. Hij gelooft dat er sprake is van klimaatverandering, maar niet dat deze veroorzaakt wordt door menselijk handelen. Hij is daarom tegenstander van federale steun voor de winning van duurzame energie.
Hij hoorde bij de zeven Republikeinen die stemden om Donald Trump af te zetten tijdens de tweede afzettingsprocedure tegen de president. In 2023 verliet hij de Senaat. Hij werd opgevolgd door Ted Budd.